# Middlesex (New Jersey)
Middlesex ist eine Stadt im Middlesex County, New Jersey, USA. Das U.S. Census Bureau hat bei der Volkszählung 2020 eine Einwohnerzahl von 14.636 ermittelt.

## Geographie
Nach den Angaben des United States Census Bureaus hat die Stadt eine Gesamtfläche von 9,1 km2, wovon 9,1 km2 Land und 0,1 km2 (0,57 %) Wasser ist.

## Demographie
Nach der Volkszählung von 2010 gibt es 13.635 Menschen, 5.048 Haushalte und 3.740 Familien in der Stadt. Die Bevölkerungsdichte beträgt 1.513,2 Einwohner pro km2. 87,26 % der Bevölkerung sind Weiße, 3,36 % Afroamerikaner, 0,13 % amerikanische Ureinwohner, 4,16 % Asiaten, 0,02 % pazifische Insulaner, 3,21 % anderer Herkunft und 1,86 % Mischlinge. 9,00 % sind Latinos unterschiedlicher Abstammung.
Von den 5.048 Haushalten haben 34,1 % Kinder unter 18 Jahre. 59,3 % davon sind verheiratete, zusammenlebende Paare, 10,5 % sind alleinerziehende Mütter, 25,9 % sind keine Familien, 21,7 % bestehen aus Singlehaushalten und in 10,7 % Menschen sind älter als 65. Die Durchschnittshaushaltsgröße beträgt 2,71, die Durchschnittsfamiliengröße 3,17.
24,1 % der Bevölkerung sind unter 18 Jahre alt, 6,2 % zwischen 18 und 24, 32,3 % zwischen 25 und 44, 23,2 % zwischen 45 und 64, 14,2 % älter als 65. Das Durchschnittsalter beträgt 38 Jahre. Das Verhältnis Frauen zu Männer beträgt 100:95,0, für Menschen älter als 18 Jahre beträgt das Verhältnis 100:91,9.
Das jährliche Durchschnittseinkommen der Haushalte beträgt 60.723 USD, das Durchschnittseinkommen der Familien 70.343 USD. Männer haben ein Durchschnittseinkommen von 47.446 USD, Frauen 34.232 USD. Der Pro-Kopf-Einkommen der Stadt beträgt 27.834 USD. 3,6 % der Bevölkerung und 2,4 % der Familien leben unterhalb der Armutsgrenze, davon sind 4,1 % Kinder oder Jugendliche jünger als 18 Jahre und 2,3 % der Menschen sind älter als 65.